# Make Me Like You
Make Me Like You is een single van de Amerikaanse zangeres Gwen Stefani. Het nummer komt van het album This Is What The Truth Feels Like. Het nummer werd op 12 februari 2016 uitgebracht als een voorproefje voor het album, dat vier dagen later uitkwam. Het nummer is een pop- en dancenummer met kleine invloeden van softrock. Het nummer gaat over een vernieuwde relatie nadat een vorige uit elkaar viel. Het nummer is voor Stefani persoonlijk geïnspireerd door haar relatie met Blake Shelton, die volgde op haar stukgelopen huwelijk met Gavin Rossdale.

## Productie
Make Me Like You is geschreven door Stefani zelf, in samenwerking met de Amerikanen Justin Tranter en Julia Michaels en de Zweden Mattias Larsson en Robin Fredriksson. Larsson en Fredriksson vormen het duo Mattman & Robin dat het nummer ook produceerde. Het nummer werd deels opgenomen in Stockholm, Zweden in de Wolf Cousins Studios en Maratone Studios en deels in Santa Monica, Californië in de studio's van Stefani's label Interscope Records.

## Videoclip
De videoclip van Make Me Like You werd op 15 februari 2016 opgenomen in de Warner Bros. studio in Burbank, Californië. Op dat moment waren de 58e Grammy Awards er aan de gang. De videoclip werd geregisseerd door Sophie Muller, die al vaker samenwerkte met Stefani. De videoclip werd opgenomen tijdens de reclame-onderbrekingen van de Grammy Awards, waardoor het de eerste videoclip ooit is die op live televisie wordt opgenomen. Doordat de videoclip in een tijdsbestek van slechts een kleine vier minuten volledig opgenomen moest worden, mocht er niks fout gaan. De repetities zijn dan ook meerdere malen herhaald.
De videoclip begint met een shot waarin Stefani op de grond ligt en opkrabbelt van een auto-ongeluk. Daarna is ze in een kapsalon, waarin ook Stefani's haarstylist Danilo Dixon te zien is, waarna ze in een bar terechtkomt met als barman Todrick Hall. Vervolgens zingt ze een deel van het refrein al staand achter een piano. In de videoclip wisselt Stefani ook meermaals van outfit en worden haar hakken door stafleden vervangen door rolschaatsen. Dit is voor de kijker van de videoclip echter niet te zien. Aan het einde van de videoclip is ze dan ook rolschaatsend te zien, wat haar tijdens de repetities nog een lichte hoofdblessure opleverde bij een val. De bar die in de videoclip te zien is heet Blake's, een verwijzing naar haar vriend Blake Shelton. In de videoclip wordt Stefani bijgestaan door mannelijke breakdancers en vrouwelijke danseressen. Sommigen van hen dragen ook kleding van Stefani's eigen kledingmerk L.A.M.B..
Het opnemen van de videoclip kostte ongeveer 4 miljoen dollar, wat het de op zes na duurste videoclip ooit maakt. Voor het reserveren van de uitzendtijd werd nog eens 8 miljoen dollar gereserveerd. Nadat de videoclip succesvol en foutloos was opgenomen, reageerde Stefani: "Wow! Dat waren de snelste vier minuten. Het is geweldig wat er met een take kan. Ik ben trots op mijn team, vooral op Sophie [Muller, regisseuse]. Er was zoveel wat fout kon gaan, wat ook gebeurde in de repetities. Je kunt wel spreken van een best-casescenario."

## Hitlijsten
Ondanks de spectaculaire videoclip haalde Make Me Like You de hitlijsten in Nederland en Vlaanderen niet. In de Amerikaanse Billboard Hot 100 werd slechts de 54e positie behaald. De negentiende plaats in Libanon was wereldwijd de hoogste positie die het nummer haalde.
Van het nummer werd ook een EP uitgebracht met drie remixen.